# Henri Gambey

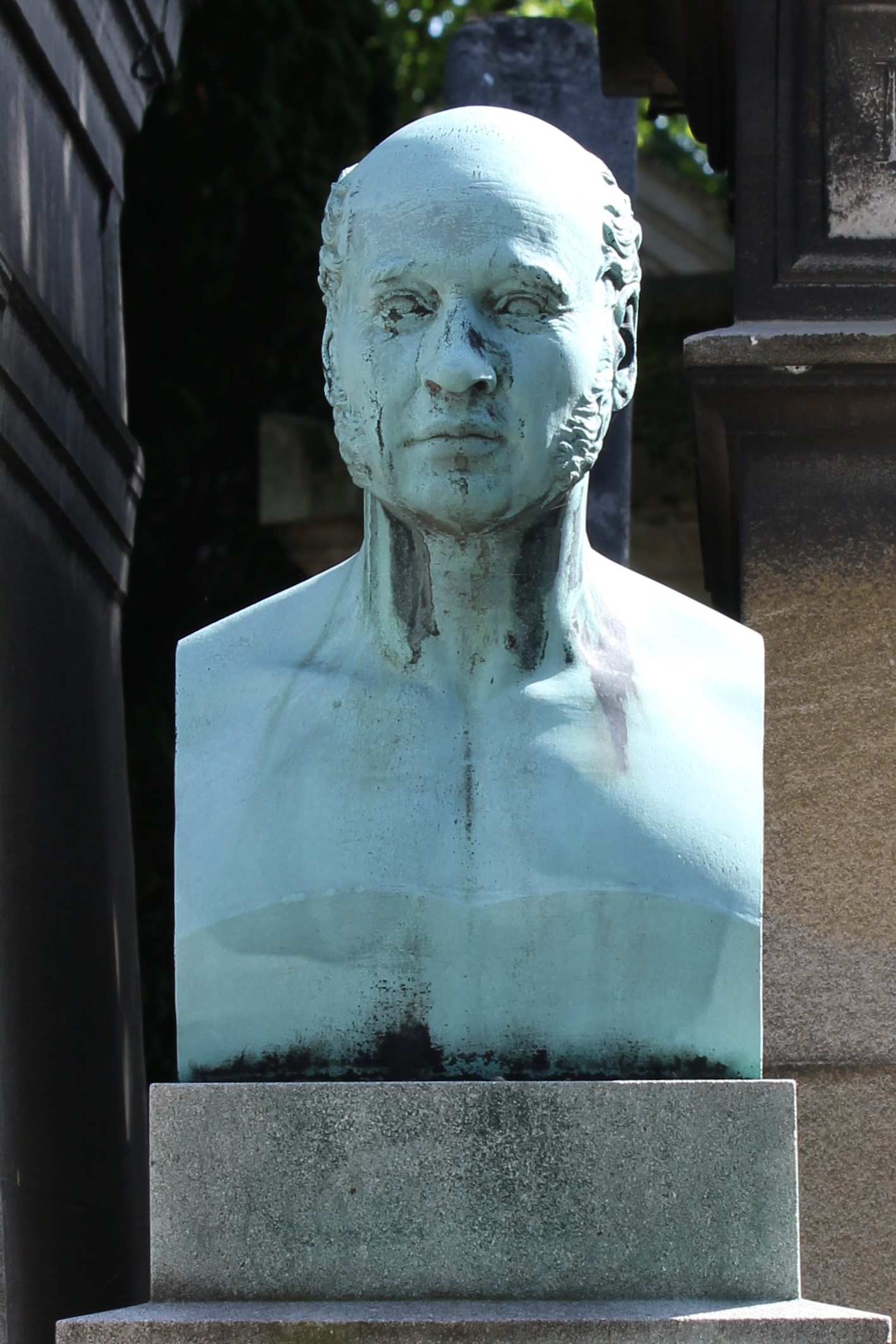
Henri Gambeys byst på hans gravvård på Père-Lachaise-kyrkogården.

Henri-Prudence Gambey, född den 8 oktober 1787 i Troyes, död den 28 januari 1847 i Paris, var en fransk mekaniker. 
Gambey uppfann en heliostat och en katetometer. Från hans verkstad utgick en mängd fysikaliska instrument av stor fulländning, som teodoliter, inklinatorier, deklinatorier med flera. Han tilldelades Lalandepriset av Franska vetenskapsakademien 1830.